# Cirkeline (1967)
Cirkeline er en dansk animeret tv-serie med 19 afsnit, der blev produceret fra 1967 til 1971. Den blev tegnet af Hanne Hastrup, der også skrev manuskripterne, mens hendes mand Jannik Hastrup stod for animationen af serien til DR's tv. Seriens jazzmusik blev komponeret af Hans-Henrik Ley. Både serien og musikken, så som sangen Bim bam busse, blev meget populære. De første seks film i serien er i sort/hvid, mens de andre er i farver. Serien blev lavet som flyttefilm, hvor de enkelte dele af figurerne blev flyttet som sprællemænd i stedet for at blive animeret fuldstændigt som i traditionelle tegnefilm.
Serien handler om den lille alfelignende pige Cirkeline, der bor i en tændstiksæske på sin tegners skrivebord. Hun har sort strithår og en rød kjole med sorte mariehøneprikker på. Hun er eftertænksom, reflekterende og snusfornuftig. Hendes venner er de friske, frække og fjollede mus Ingolf og Frederik. Afsnittene handler typisk om hverdagsagtige situationer som fødselsdage, skole og kælketure men præget af leg og eventyr.
Jannik Hastrup var politisk engageret på venstrefløjen, hvilket kom til at præge et par af afsnittene. I Cirkeline på ferie fra 1970 er figurerne således i Spanien, hvor de støder på den onde kat Franco, en hentydning til landets daværende diktator Francisco Franco. Det kunne DR, der i forvejen var udsat for beskyldninger om venstreorienteret dominans, ikke acceptere, så katten blev omdøbt til Mogens, angiveligt efter DR's chef for Børne- og Ungdomsafdelingen, Mogens Vemmer.
Den sidste film i serien, Cirkeline: Flugten fra Amerika fra 1971, der blandt andet handler om racisme i USA, kunne DR ikke acceptere. De afviste at sende afsnittet, og serien blev indstillet. Afsnittet blev først tilgængeligt for den brede offentlighed, da det blev udgivet på dvd sammen med andre Cirkeline-afsnit i 2008.

## Stemmer
- Linda Ley - Cirkeline
- Nanette Hastrup - Cirkeline
- Christian Hjerild - Frederik
- Jens Hjerild - Ingolf

## Afsnit
| # | Titel                                   | Varighed | Første sendedag    |
| --- | --------------------------------------- | -------- | ------------------ |
| | "Frederiks fødselsdag"                  |          | 1967               |
| | "Cirkeline og Frederik til søs"         |          | 1967               |
| | "På tur i haven"                        |          | 1967               |
| | "Cirkeline og Frederik som babysittere" | 12 min.  | 24. april 1967     |
| Cirkeline og Frederik skal være babysittere. |                                         |          |                    |
| | "Musene laver cirkus"                   | 12 min.  | 11. september 1967 |
| Cirkeline og musene Frederik og Ingolf laver cirkus. |                                         |          |                    |
| | "Cirkeline besøger skovalferne"         | 12 min.  | 18. september 1967 |
| Cirkeline og musene Frederik og Ingolf besøger skovalferne. |                                         |          |                    |
| | "2+2=5"                                 | 12 min.  | 1968               |
| Cirkeline leger lærer for musene, og de alle tager på en spændende udflugt og møder en lille alf. |                                         |          |                    |
| | "Den fremmede"                          | 13 min.  | 1968               |
| Cirkeline og musene får besøg af en udenlandsk mus, Alfredo, som viser sig at have forstand på at trylle og spille teater. De indstuderer Rødhætte, og det lykkes Alfredo at få katten til at spille med. |                                         |          |                    |
| | "På med vanten"                         | 10 min.  | 1968               |
| Cirkeline og musene Ingolf og Fredrik er ude at lege i sneen. De bygger en snemus, som det til sidst lykkes dem at skræmme katten med. |                                         |          |                    |
| | "Zigeunerne"                            | 11 min.  | 1968               |
| En trup zigeunermus på vej til Cirkusbygningen i København giver forestilling for Cirkeline og hendes venner. Den fremmede tryllemus Alfredo slutter sig til truppen, men lover at komme tilbage igen. |                                         |          |                    |
| | "Åh sik'en dejlig fødselsdag"           | 7 min.   | 3. november 1968   |
| Cirkeline, en lille rund pige, der bor i en tændstikæske på tegnerens bord, holder fødselsdag og får besøg af musene. Man spiser lagkage og kommer ud for forskellige "uheld", der dog ikke ødelægger den gode stemning, selv om alle til sidst har ondt i maven. |                                         |          |                    |
| | "Sofus på flyvetur"                     | 12 min.  | 17. november 1968  |
| Cirkeline og musene skal sætte en ny drage op, men den mindste mus, Sofus, flyver væk, da dragesnoren knækker. Heldigvis møder han den lille skovalf, som tryller ham hjem igen. |                                         |          |                    |
| | "På ferie"                              |          | 1970               |
| Cirkeline tager på ferie til Mallorca sammen med tegneren og smugler musen Fredrik med i bagagen. På Mallorca træffer de musen Pablo, som senere bliver fanget af den onde kat. Cirkeline og Fredrik befrier Pablo, uskadeliggør katten og bliver af Pablo inviteret med på en sejltur. Mens Cirkeline prøver frømandsudstyret, bliver båden med Pablo og Fredrik slugt af en stor fisk. Cirkeline møder musen Rastafari, som med sin undervandsbåd hjælper til med at befri de andre. Obs! Referatet stammer fra den sammensatte udgave af afsnittene På ferie og Rastafari, der oprindeligt blev udsendt hver for sig. |                                         |          |                    |
| | "Højt fra træets grønne top"            | 14 min.  | 1970               |
| Det er jul, og musene og Cirkeline laver gaver, bager kager og drager til sidst ud efter et juletræ. På vejen hjem er de ved at fare vild i snevejret, men den lille nissealf hjælper dem, og alle samles til den helt store julefest. |                                         |          |                    |
| | "Kanon-fotograf Fredrik"                | 13 min.  | 1970               |
| Musen Fredrik finder et filmkamera og drager ud for at optage de forskellige dyr. Efter mange farefulde oplevelser kommer han hjem og får at vide, at der ikke er film i apparatet. Heldigvis har tegneren filmet Fredrik, så tilskuerne ikke går glip af noget. |                                         |          |                    |
| | "Klodsmus"                              | 13 min.  | 1970               |
| Det er regnvejr, og musebedstefar fortæller historien om Klodsmus - en musevariant af Klodshans, H.C. Andersens eventyr om herremandens søn, der vinder kongedatterens hjerte. |                                         |          |                    |
| | "Månen er en gul ost"                   | 13 min.  | 1970               |
| Musene har bygget en rumraket, der skal hente den store gule ost - månen - ned. Fredrik og Cirkeline lander imidlertid på Jorden midt i et stort museostegilde, så de alligevel får et stort stykke ost med hjem. |                                         |          |                    |
| | "Rastafari"                             |          | 1970               |
| | "Flugten fra Amerika"                   | 13 min.  | Ikke udsendt       |
| Cirkeline, Frederik og lillebror leger tog og kommer under en rejse jorden rundt til Amerika. Her bliver de mødt af uro, politistater og en sort mus, der er medlem af De Sorte Pantere. Musen, som vi aldrig ser, fortæller om racehad og forfølgelse af sorte. Lillebror forsvinder i storbyen, men Cirkeline og Frederik allierer sig med nogle indianere, for at finde ham igen. Soldaterne åbner ild, også mod Frederik og Cirkeline. Det viser sig heldigvis, at soldaterne er legetøjssoldater i plastik, man bare kan skubbe omkuld, og indianerhøvdingen er Ingolf. Det var heldigvis bare en leg.              |                                         |          |                    |

Note: Afsnittenes rækkefølge de enkelte år er usikre. 